# Трицикл

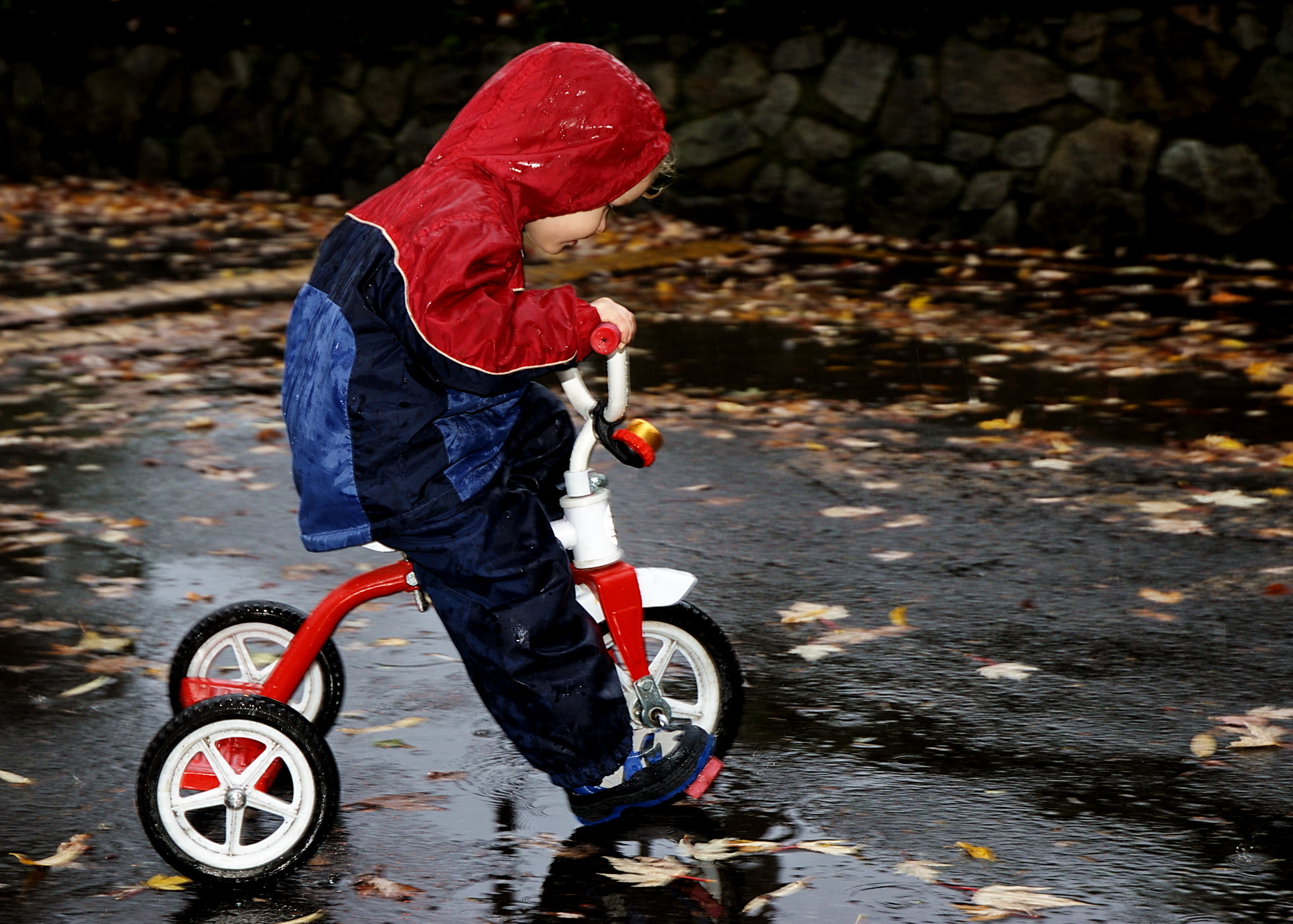
Триколісний дитячий велосипед

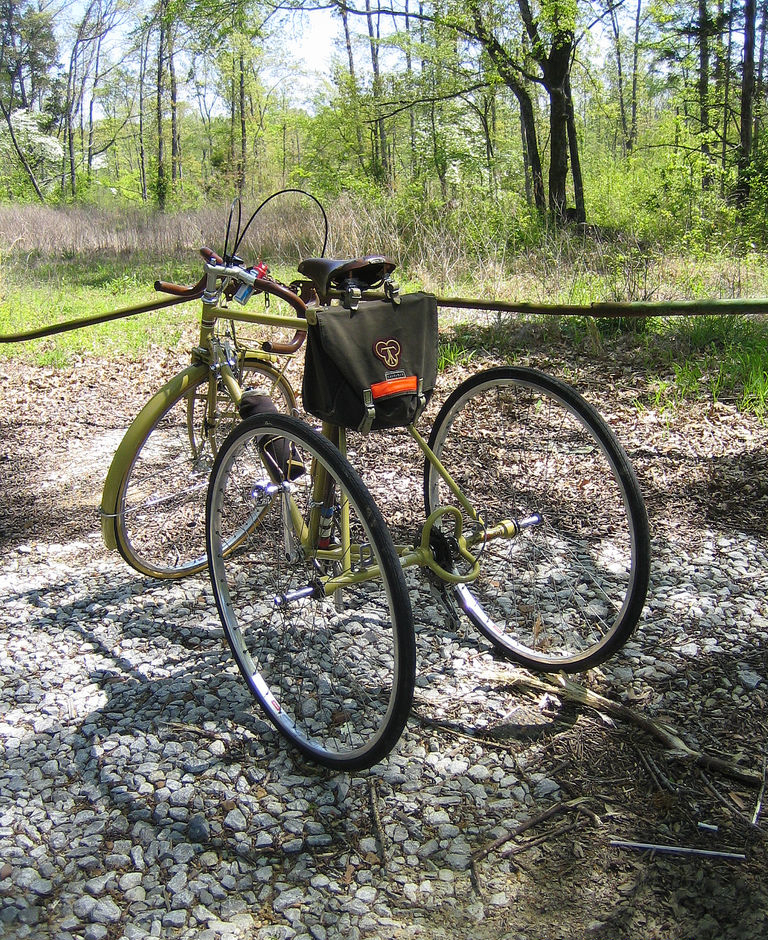
Сучасний прямолінійний триколісний велосипед

Трицикл  — транспортний засіб на трьох колесах із, як правило, ведучою двоколісною віссю та кермовою одноколісною. До трициклів відносять як несамохідні, так звані триколісні велосипеди, велотрайки, так і самохідні транспортні засоби — триколісні автомобілі та мотоцикли.

## Характеристика
Трицикли, зазвичай мають двоколісну ведучу вісь та одноколісну кермову. Однак, в окремих випадках кермовою виступає двоколісна, ведучою — одноколісна. Є варіанти із двома ведучими осями (вантажні велосипеди, триколісні автомобілі). Трицикли є різних типів і конфігурацій, визначальною у чому є їх спеціалізація та профіль.

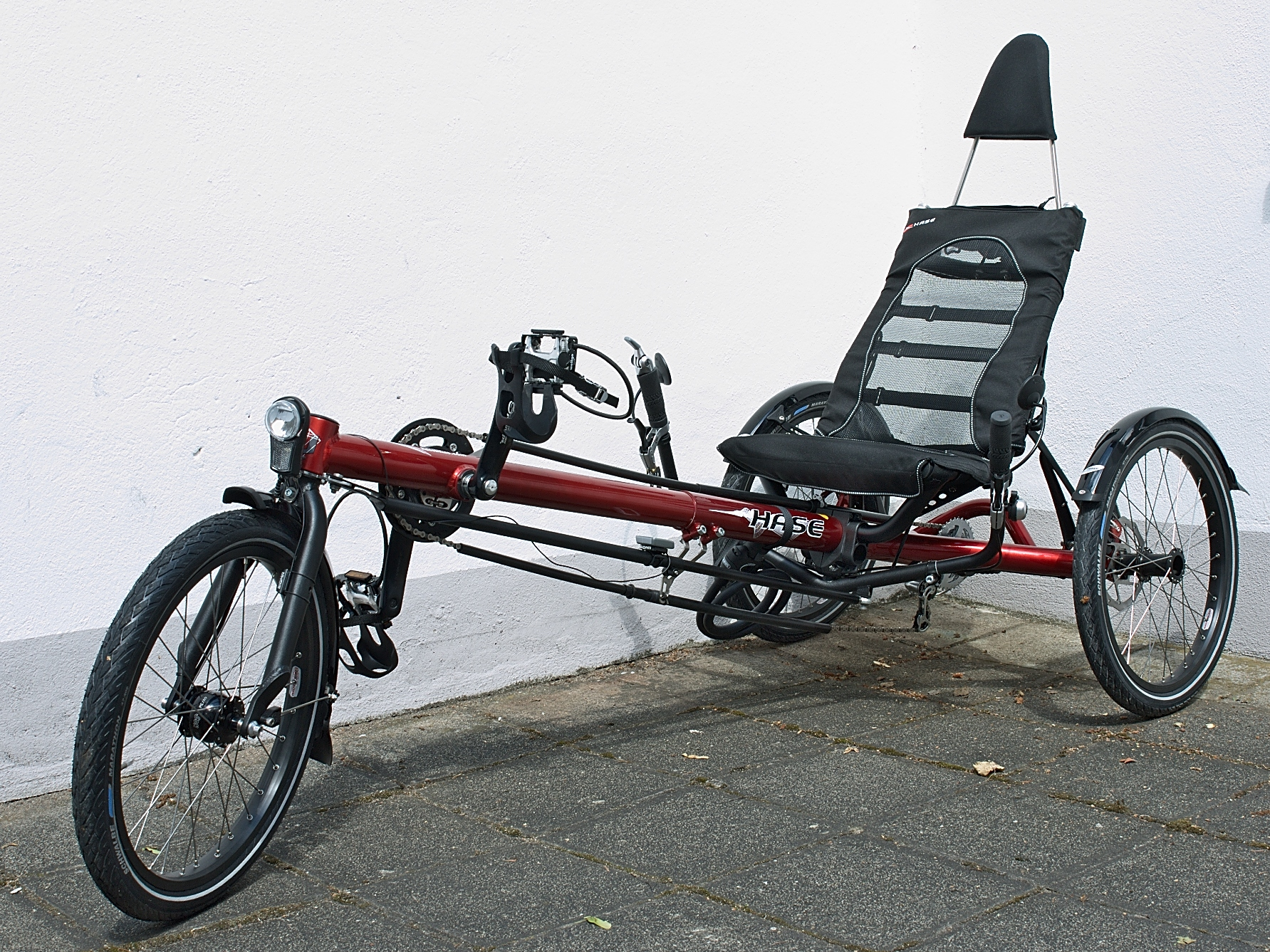
Сучасний горизонтальний триколісний велосипед

## Колісні конфігурації
- Delta — одне переднє колесо та два задніх
- Tadpole — два передніх колеса та одне заднє
- поза конфігурацією — два ведучих колеса з одного боку відносно напрямку та одне кермове з іншого; два кермові колеса посередині та збоку і одне ведуче тощо.

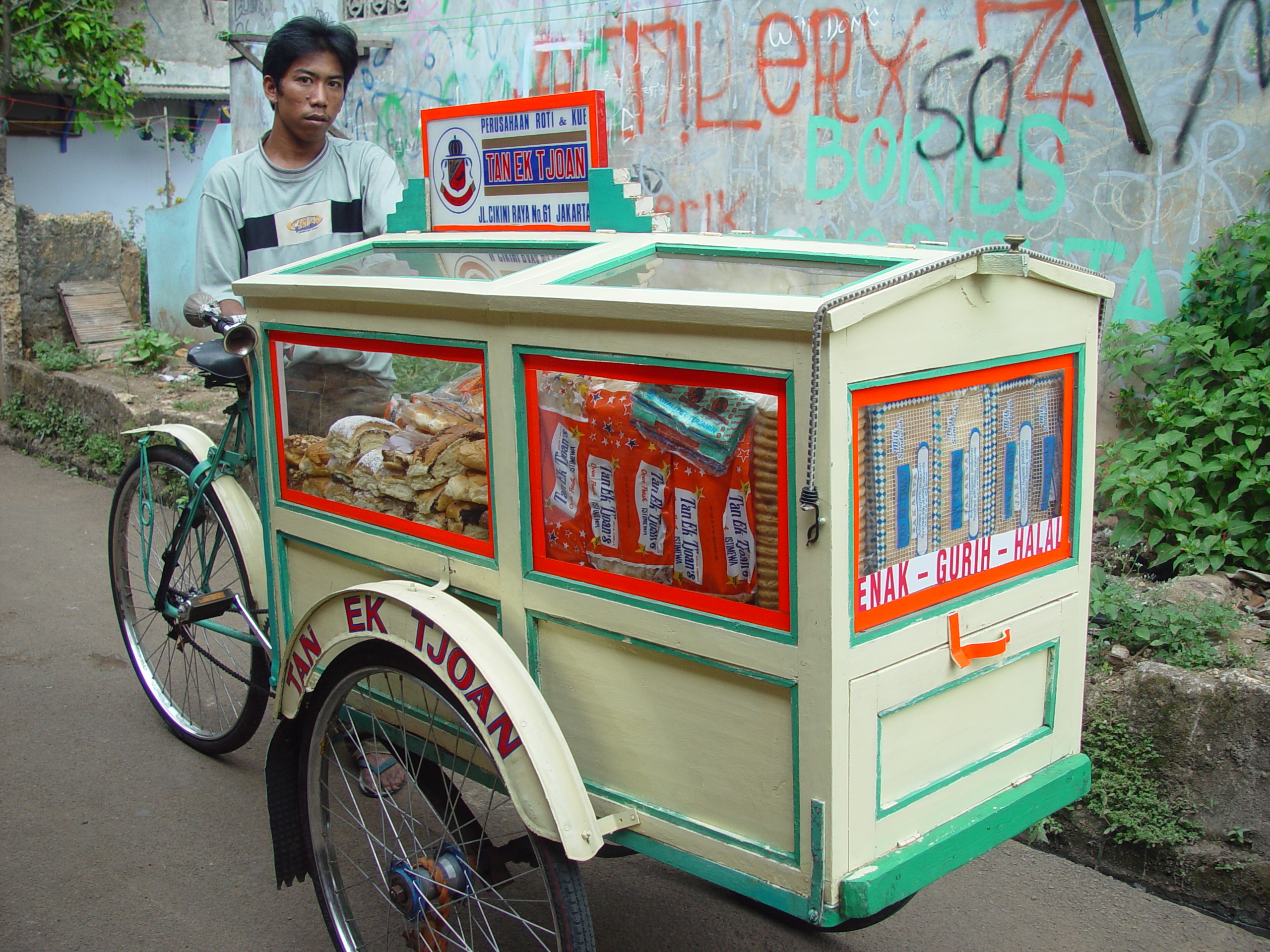
Триколісний вантажний велосипед конфігурації Tadpole

## Типи
- Прямолінійний — подібно до двоколісного велосипеда наїзник розміщений на транспортному засобі сидячи або стоячи, при цьому керуючи ним безпосередньо через кермовий механізм
- Горизонтальний — подібно до спортивного боліда наїзник розміщений на транспортному засобі лежачи, при цьому керуючи ним за допомогою системи важелів чи розтяжок та у випадку несамохідних транспортних засобів може приводити їх у рух не лише силою ніг, а й рук.

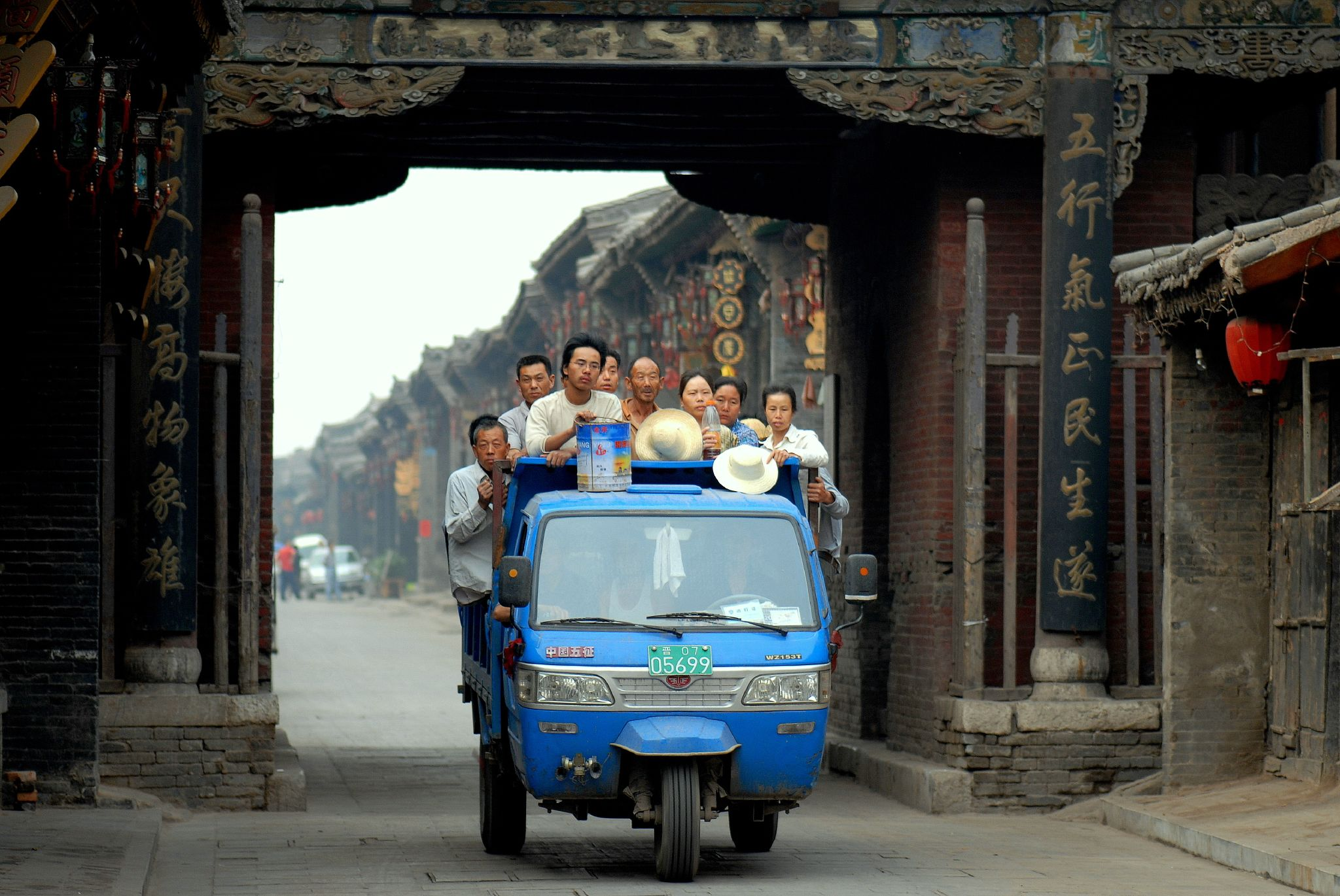
Триколісний автомобіль

## Види
- триколісний дитячий велосипед
- вантажний велосипед
- велорикша — пасажирський велосипед
- велотрайк — триколісний шосейний велосипед, на якому велосипедист розташовується у положенні лежачи
- гоночний ручний велосипед
- триколісний мотоцикл
- триколісний автомобіль
- вантажний трицикл з двигуном від мотоблока